# ブレーズ・パスカル
ブレーズ・パスカル（Blaise Pascal、1623年6月19日 - 1662年8月19日）は、フランスの哲学者、自然哲学者、物理学者、思想家、数学者、キリスト教神学者、デカルト主義者、発明家、実業家である。

## 人物
パスカルは神童として数多くのエピソードを残した早熟の天才で、その才能は多分野に及んだ。ただし短命であり、39歳で逝去している。死後『パンセ』として出版されることになる遺稿（護教論）を自身の目標としていた書物にまとめることもかなわなかった。
「人間は考える葦である」などの多数の名文句やパスカルの賭けなどの多数の有名な思弁がある遺稿集『パンセ』は有名である。その他、パスカルの三角形、パスカルの原理、パスカルの定理などの発見で知られる。ポール・ロワイヤル学派に属し、ジャンセニスムを代表する著作家の一人でもある。
かつてフランスで発行されていた500フラン紙幣に肖像が使用されていた。

## 生涯
パスカルは1623年6月19日、フランス中部のクレルモンで生まれた。父は法服貴族で税務管理官のエティエンヌ・パスカル（Étienne Pascal 1588年生 - 1651年没）で、母はアントワネット・べゴン（Antoinette Bégon 1596年生 - 1626年没）であった。姉と妹がおり、姉はジルベルト・パスカル（ Gilberte Pascal ）であり結婚後はジルベルト・ペリエ （ Gilberte Périer )と名乗った。妹はジャクリーヌ・パスカルであった。ジャクリーヌとは非常に仲が良く、この世で一番愛していたともいわれる。
母のアントワネットはパスカルが3歳のときに亡くなっている。ジャクリーヌ出産の歳に体を痛めたのが原因と言われている。

### 数学、自然哲学への才能の早熟

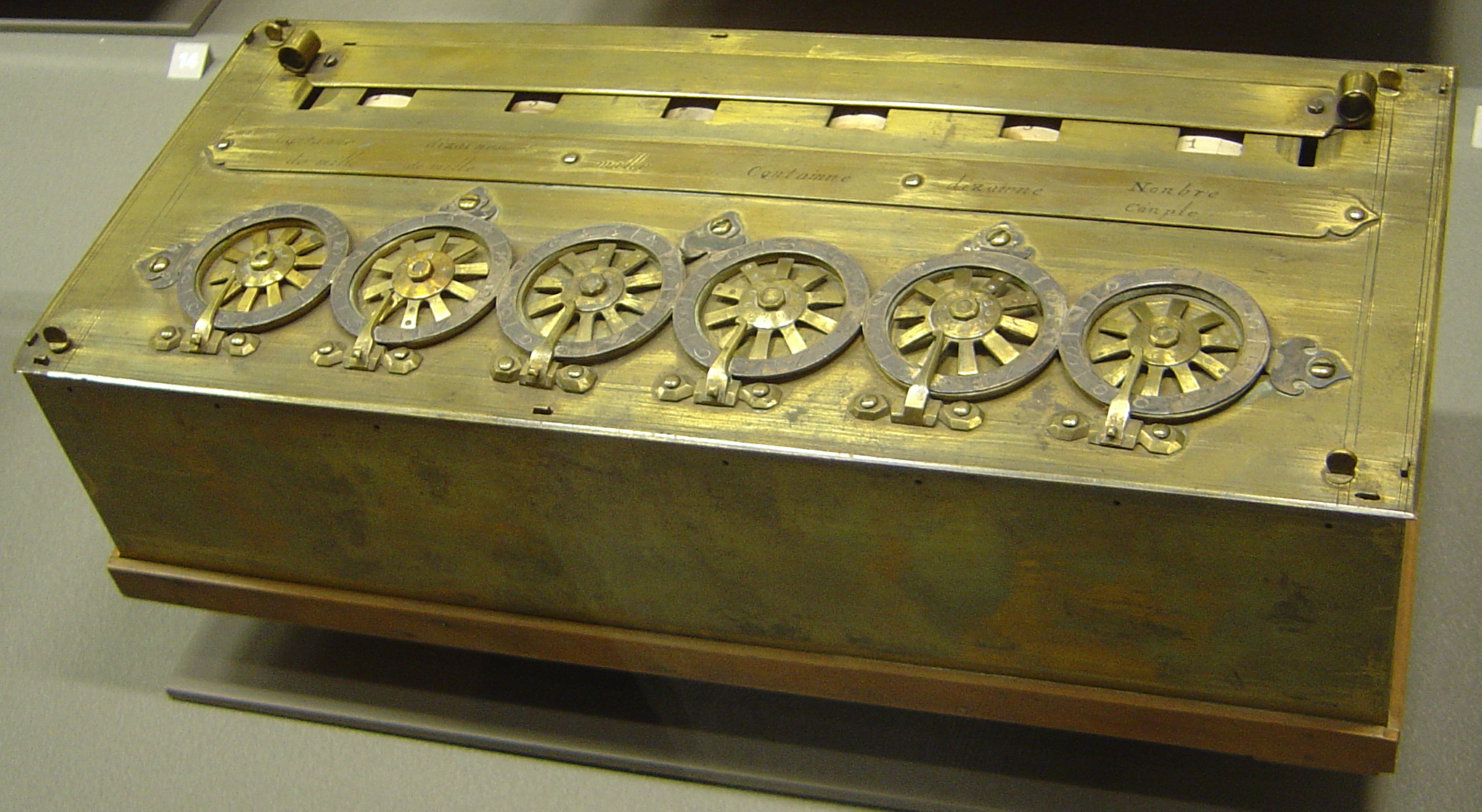
歯車式計算機「パスカリーヌ」

パスカルは父より家庭で英才教育を受けた。当時の子供は8歳になるとラテン語を学ぶのが一般的であったが、エチエンヌ教育方針は、まず推理力と判断力を養うことに重視していた。父親は品行方正な知識人で数学や自然科学にも造詣が深かったし。歴史、地理、哲学等の知識も豊富であった。このため、パスカルの問いに対して正しい知識を与えることができた。

1631年エチエンヌは片親を失った3人の子どもを不憫に思うとともに、子どもたちが3人とも俊敏であったので、子どもたちの教育のために一家はパリに移住することになった。
当時の上流階級社会では数学は必須の教養であり、趣味として積極的に嗜まれていた。しかし父のエチエンヌはパスカルが数学に没頭してしまうことを恐れた。数学にしても哲学にしても主要な著作はラテン語で記述されていたうえ、議論もラテン語で行われていたので本格的な学問を進める前にラテン語を習得させる優先する必要があると考え、あえて数学を遠ざけていた。

パスカルは幼少の頃から天才ぶりを発揮しており、12歳（1635年）で既に三角形の内角の和が二直角である事（ユークリッド幾何学の第32命題『原論』第1巻 第32命題）を自力で証明してみせたと言われている。
エチエンヌはメルセンスアカデミーに参加しており、アカデミーにはジラール・デザルグやジル・ド・ロベルヴァルといった当時の一流の数学者や科学者が参加しており、パスカルはそうした大人たちの会合に参加し、様々な知識を吸収するとともに、大人たちと討論したり思索を深めたりすることで、その才能が本格的に開花した。
1640年、16歳の時に『パスカルの定理』を含む『円錐曲線試論』を発表した。
17歳の時には、父の税務管理の仕事を楽にするため1642年の末には機械式計算機の設計に着手し、それを3年後の1645年に完成させた。。またこの計算機の設計・製作に過度に没頭したことでパスカルは肉体を傷め病弱になり、ほとんど半病人のようになってしまった。

### その他の数学、自然哲学の業績
- 「パスカルの定理」

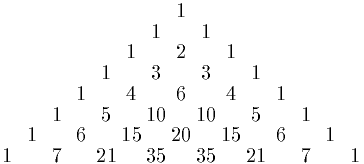
パスカルの三角形

- 「パスカルの三角形」Traité du triangle arithmétique（1655年発表）
- 「確率論」の創始　（賭け・賭博についての考察より）
- サイクロイドの求積問題。
- 「パスカルの原理」（流体の平衡についての理論）の提唱（力学、物理学における圧力の単位、パスカルに名を残している）

等々。

### 神学者、キリスト教弁証家として活動
1646年、パスカル一家はサン・シランの修道院長とも呼ばれることが多いジャン・デュ・ヴェルジエ・ド・オーランヌの弟子らと出会い、信仰に目覚め、ジャンセニスムに近づいてゆく。
1651年、父が死去。妹ジャクリーヌがポール・ロワヤル修道院に入る。
パスカルは一時期、社交界に出入りするようになり、人間についての考察に興味を示す。人との節度ある交流を目的とするオネットム（honnête homme <紳士，教養人>）という生き方に目覚めた。
1654年、再度、信仰について意識を向け始め、ポール・ロワヤル修道院に近い立場からものを論ずるようになる。
1656年1月23日にパスカルはアントワーヌ・アルノーの依頼に基づき、イエズス会に対して反駁書を書くことになった、これは同年1月23日に『ソルボンヌで現在論議されている問題について、ある人が田舎の友（プロヴァンシアル フランス語: Les Provinciales）』として刊行された。その後1657年3月24日付けの第十八の手紙までが作成された。
神の「恩寵」について弁護する論を展開しつつ、イエズス会のたるんでしまっていた道徳観を非難したため、広く議論が巻き起こった。また、キリスト教を擁護する書物（護教書）の執筆に着手。そのために、書物の内容についてのノートや、様々な思索のメモ書きを多数記した。だが、そのころには、体調を崩しており、その書物を自力で完成させることができなかった。
ノート、メモ類は、パスカルの死後整理され、『パンセ』として出版されることになり、そこに残された深い思索の痕跡が、後々まで人々の思想に大きな影響を与え続けることになった。神の存在について確率論を応用しながら論理学的に思考実験を行った「パスカルの賭け」など、現代においてもよく知られているパスカル思想の多くが記述されている。
『パスカルの賭け』において、パスカルは、従来の哲学者や神学者たちが試みてきたような神の存在証明を行ったのではない。彼にとって神の存在は、哲学的（あるいは論理学的）な手法で証明できる性質のものではなく、そもそも異なる秩序に属する問題だった。そのため、彼は同時代のルネ・デカルトの省察にあるようなによる証明を含め、哲学による神の存在証明という方法そのものを退けていた。代わりにパスカルは、確率論を応用した「賭け」の論理によって、神の存在を証明することはできなくとも、神を信じることは信じないことより合理的に優れている、という立場を示したのである。

### 5ソルの馬車
1662年、「5ソルの馬車」と呼ばれる乗合馬車（ = 馬車の共有）というシステムを着想・発明。パリで実際に創業した。これまで、馬車と言えば、富裕な貴族が個人的に所有する形態しか存在しておらず（今日のタクシーにあたる辻馬車は1625年、ロンドンに登場、ほどなく、パリにも登場している）、パスカルの実現したこのシステムは今日のバスに当るものである。

### 最晩年
1662年8月19日、パスカルは乗合馬車の創業6ヶ月後に体調がいよいよ悪化し死去。39年の生涯を閉じた。
死後、パスカルが病床で着ていた着物（肌着）の襟の中に、短い文書が縫い込められ、隠されているのが発見された。そこに書かれていたのは、彼自身が以前に体験した、回心と呼ばれる宗教的な出来事だった。

## 哲学
ルネ・デカルト流の哲学については、理性に関係する特定の分野でのそれなりの成果は認めつつも、神の愛の大きな秩序の下では、デカルト流の理性の秩序が空しいものであることを指摘した。また、「哲学をばかにすることこそ、真に哲学することである」とする有名な記述も残している。それはパンセの断章番号4の部分である。それは以下に引用する。
パスカルが懐疑論を重要視しているという後述の「懐疑論・確率論」の節の内容と関連することであるが、上述のようなパスカルの態度は、後19世紀に登場する哲学者フリードリヒ・ニーチェ以後の哲学史において現代哲学の流れにある「反基礎付け主義」を基調とするいわゆる「反哲学の哲学」に共鳴し、またはそれに先駆的であると言われることがある。また、ニーチェ自身の思索においても、パスカル思想への関心は強く、パスカルからの影響が見られる。

### 考える葦
有名な「人間は考える葦である」とは、人間は自然の中では矮小な生き物にすぎないが、考えることによって宇宙を超える、というパスカルの哲学者としての宣言を表している。それは人間に無限の可能性を認めると同時に、一方では無限の中の消えゆく小粒子である人間の有限性をも受け入れている。パスカルが人間をひとくきの葦に例えて記述した文章は、哲学的な倫理、道徳について示した次の二つの断章である。そこでは、時間や空間における人間《私》の劣勢に対し、思惟（そして精神）における人間《私》の優勢が強調されている。

### 秩序の三段階
先述した「考える葦」は物体に対する精神の偉大さを説いたものであり、その上、パスカルはそれよりもさらに小さな愛のほうが偉大であると説く。いわゆる物体・精神・愛という秩序の三段階であり、これは最も著名なパスカル思想の側面である。『パンセ』には、例えば次のような文章がある。

### 懐疑論、確率論、「パスカルの賭け」
『パンセ』においては、主に懐疑論や確率論を重要視した思索、人間考察の断章が目立つ。また、「懐疑論は宗教に役立つ」としている特徴もある。確率論について言えば、いわゆる「パスカルの賭け」の断章などを含むいくつかの神学的な思弁において「賭けの必要性」を重要視していることは特筆すべき点である。また、懐疑論においては、その他、確実性や不確実性についての論理的な思弁がいくつも見られる。パスカルの懐疑論がどのようなものであったかについては、パスカルの論理における懐疑論の意味を示している文章からさしあたり以下の四つを参照する。
パスカルは、自身が実験物理学者としての側面を持っているからということもあるが、個別の事物事象、個別的な事例への観察から帰納的な思弁を行う哲学者であり、その結果、「パスカルの賭け」などを含めて実存主義的な思索を残した。そして、完全に明晰な真理とされるものをも懐疑し続けた。これは、同時代（17世紀）の思想を代表する合理主義哲学者ルネ・デカルトが、「明晰判断」を重視する演繹的な証明によって普遍的な概念を確立しようとしていたことと比較して対極的である。
『パンセ』の中のいわゆる「パスカルの賭け」については、肯定的なもの否定的なもの含めて様々な評価と解釈が存在し、現代も研究が続いている。

## 著書
- 『円錐曲線論試論』Essai pour les coniques、1640年。
- Expériences nouvelles touchant le vide、1647年。
- Récit de la grande expérience de l’équilibre des liqueurs、1648年。
- Traité du triangle arithmétique、1654年。
- 『プロヴァンシアル』Les Provinciales、1656 - 1657年。
ジャンセニスムがイエズス会から批判されたとき、匿名でジャンセニスムを擁護した。
- Élément de géométrie、1657年。
- De l’Esprit géométrique et de l’Art de persuader、1657年。
- Histoire de la roulette、1658年。
- L’Art de persuader、1660年。
- 『パンセ』Pensées、1669年。
「パンセ」（仏：pensée）は日本語で「思考」の意味。パスカルが生前に構想していた書物のための原稿やメモ書きの断片が、死後に整理されて出版されたものである。様々なテーマについての文章が含まれており、フランスでは、哲学書（形而上学、自然哲学、世界論、宇宙論、人間学、倫理学、人生論）、モラリスト文学、信仰のための書・神学書などとして読まれてきている。印象的で含蓄のある表現も多数含まれており、それらは現在でもしばしば引用句として使われ続けている。また、『パンセ』のなかに含まれている章節の一つである「パスカルの賭け」は、哲学書としては、世界初の実存主義的書物でもあると言われる。

## 主な日本語訳
- 『パンセ』、前田陽一・由木康共訳。中公文庫、改版2018年
  - 別版『パンセ』、同上、中公クラシックス（全2巻）
  - 別版『パンセ』（白水社）、由木康による単独訳、多数重版
- 『パンセ』、塩川徹也訳・注解、岩波文庫（全3巻）、2015-2016年 - 詳細な訳注
- 『パスカル 小品と手紙』、塩川徹也・望月ゆか訳、岩波文庫、2023年
- 『パスカル 数学論文集』 原亨吉訳、ちくま学芸文庫、2014年
- 『パスカル 科学論文集』 松浪信三郎訳、岩波文庫 - 人文書院版に改訳を収録
- 『メナール版 パスカル全集』 赤木昭三・塩川徹也ほか訳、白水社、1993-1994年
  - 全4巻予定だったが『生涯の軌跡 1・2』のみ刊行
- 『パスカル科学論集　計算機と物理学』 永瀬春男・赤木昭三編訳、白水社、2023年
- 『パスカル全集』全3巻、松浪信三郎ほか訳、人文書院
- 『パスカル著作集』全7巻・別巻2、田辺保ほか訳、教文館 - 別巻は研究論集と伝記
  - 『パンセ』 教文館キリスト教古典叢書、田辺保訳、新版2013年